# Cuchara de apóstol

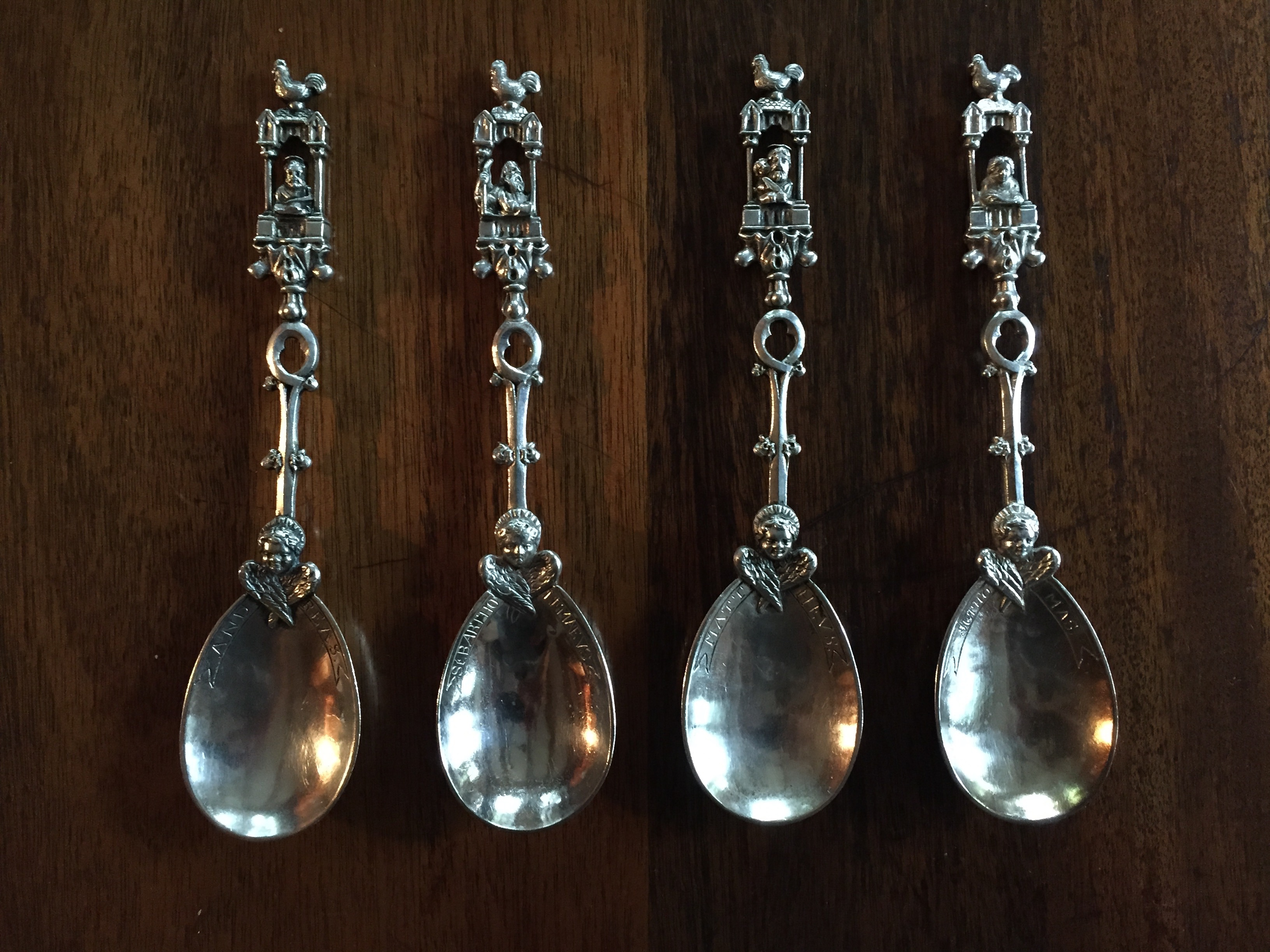
Cucharas de apóstol - izq a der - Andrés, Bartolomé, Mateo, Tomás.

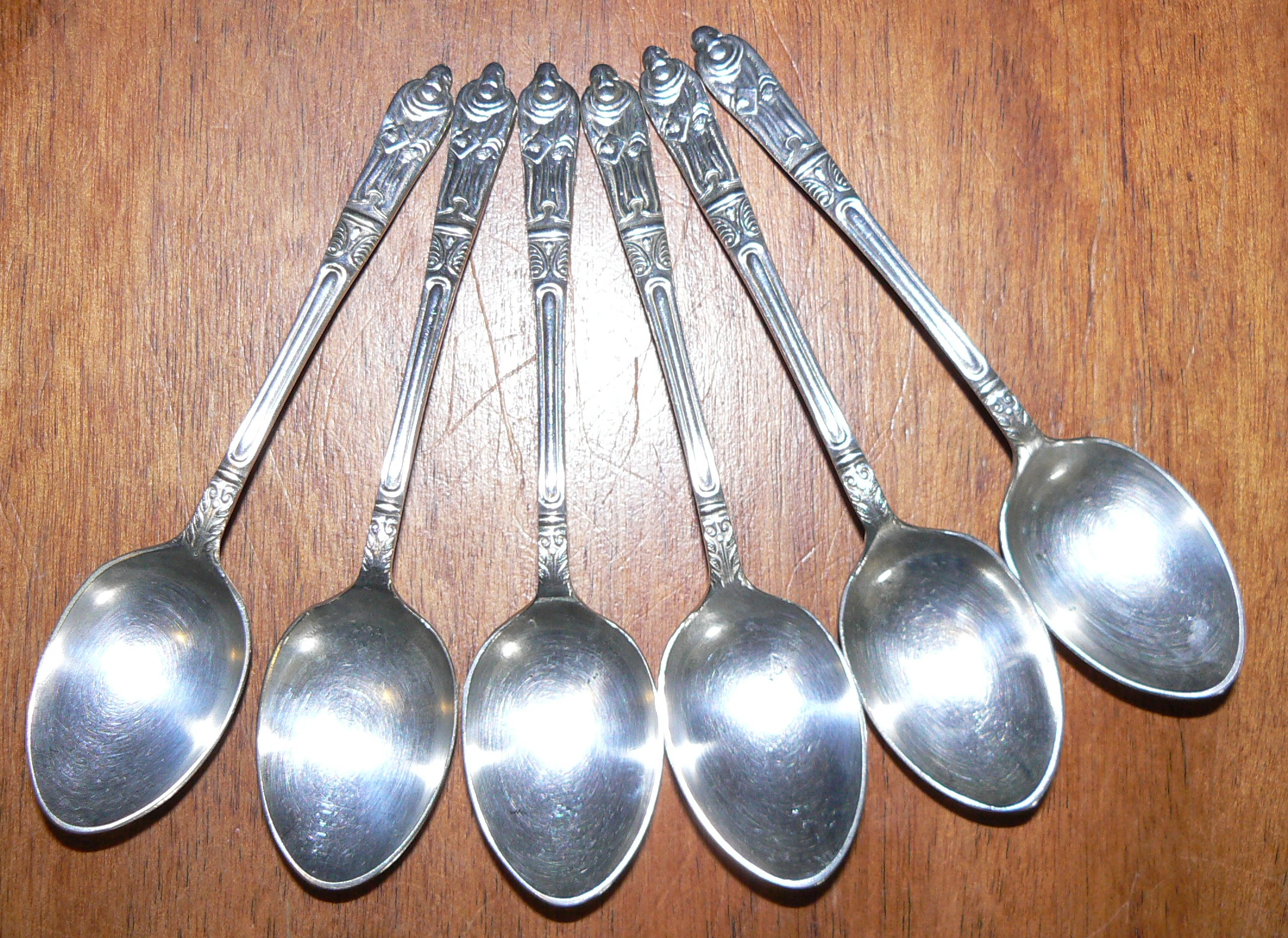
Un juego de cucharas de apóstol

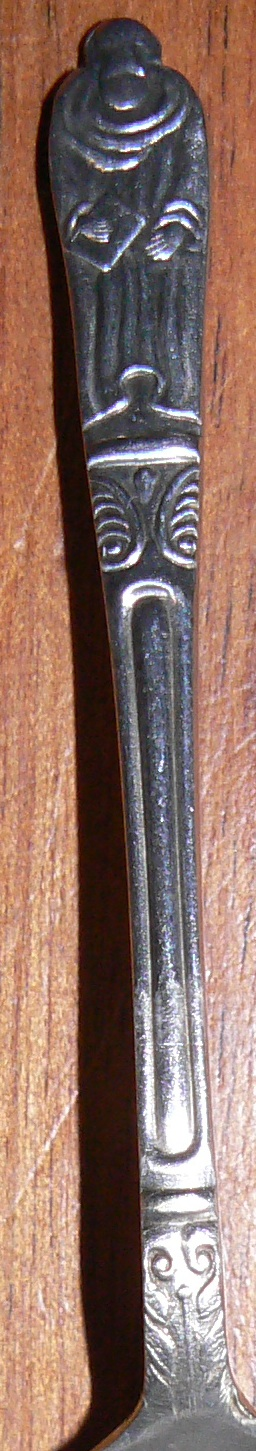
El mango de una cuchara de apóstol

Una cuchara de apóstol es una cuchara con la imagen de un apóstol u otro santo como terminal del mango, cada uno con su insignia particular. Por lo general, están hechas de plata o metal plateado, pero también pueden estar hechos de otros metales, como el peltre. Antes de la Reforma, las cucharas de apóstol eran particularmente apreciadas. Sirven como recordatorio de la Última Cena de Cristo con los Apóstoles. Las cucharas de apóstol estaban ampliamente disponibles en Alemania, pero eran particularmente apreciadas en Inglaterra.

## Orígenes
Se originó a principios del siglo XV en Europa como cucharas usadas en la mesa (a menudo producidas en juegos de trece, el decimotercero, que muestra a Jesús, generalmente se lo conoce como la cuchara 'Salvador' o 'Maestra'). El Museo Británico de Londres tiene un conjunto de Inglaterra que data de 1536-7 que tiene una figura de la Virgen María en la decimotercera cuchara. En el siglo XVI se habían vuelto populares como regalos de bautizo para los ahijados, pero estaban desapareciendo en la década de 1660. En algunas comunidades esta tradición se mantuvo hasta por lo menos mediados del siglo XX.
Aparecieron por primera vez como un legado en el testamento de Amy Brent quien, en 1516, legó "XIII sylver spones de J'hu y XII Apostells". Los dramaturgos Ben Jonson, Thomas Middleton, Francis Beaumont y John Fletcher aluden a ellos. Shakespeare se refiere a él en Enrique VIII, Acto 5, Escena 3, donde Cranmer se niega a ser el padrino de la niña Isabel debido a su falta de dinero. El rey Enrique bromea con él diciendo: "Vamos, vamos, mi señor, ahorraría sus cucharas".
Los juegos de los doce apóstoles no son comunes, y los juegos completos de trece, con la figura de Jesús en una cuchara más grande, son aún más raros.
La cuchara que se muestra al lado es típica de las cucharas individuales que no forman parte de un juego. En este caso, el apóstol simplemente sostiene lo que parece ser un libro. Dichos ejemplos serían típicamente en alpaca galvanizada y marcados en la cara posterior con "EPNS".

## Atributos
La identidad del Apóstol se puede conocer por el atributo mencionado en la siguiente lista:
- 1 el Maestro: cruz y orbe
- 2 San Pedro: una espada o una llave, a veces un pez
- 3 San Andrés: una cruz
- 4 Santiago el Mayor: bastón de peregrino
- 5 San Juan: la copa del dolor
- 6 San Felipe: un bastón
- 7 San Bartolomé: un cuchillo
- 8 Santo Tomás: un mástil
- 9 San Mateo: un hacha o alabarda
- 10 Santiago el Menor: un bate de batán
- 11 San Judas: escuadra de carpintero
- 12 San Simón Zelotes: una sierra larga
- 13 Judas Iscariote: una bolsa de dinero